# 미국의 상무부 장관

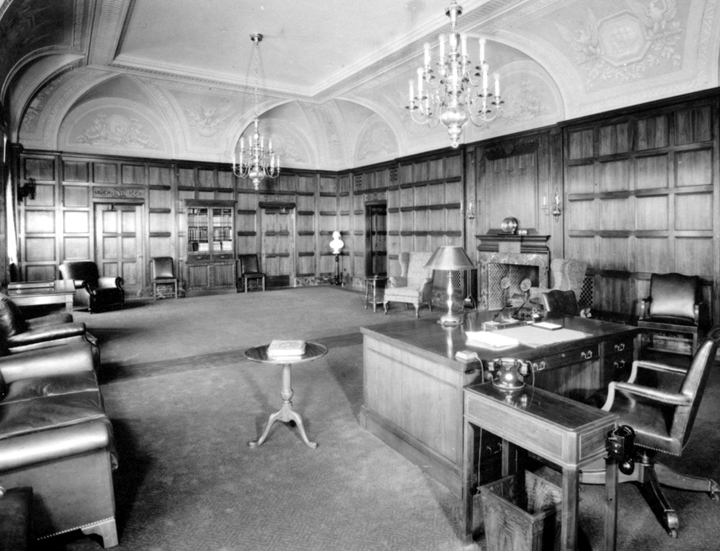
20세기 중반의 상무부 장관 사무실의 모습

미국의 상무부 장관(영어: United States secretary of commerce , SecCom)은 미국 상무부의 수장으로, 미국 대통령의 모든 상거래 문제에 대한 수석 자문위원 역할을 한다. 국무장관은 대통령에게 직접 보고하며 미국 내각의 법정 구성원이다. 임명자는 대통령으로, 상원의 동의를 얻어 임명한다. 주요 역할은 미국의 기업과 산업의 진흥이다.
상무부 장관의 연봉은 2025년 1월 기준, 221,400 달러이다. 현재 상무부 장관은 2025년 2월 19일 취임한 하워드 러트닉이다.